# Wolfgang Ratke
Wolfgang Ratke llatinitzat com a Wolfgangus Ratichius, (Wilster, ducat de Holstein-Glückstad,18 d'octubre de 1571 - Erfurt, 27 d'abril de 1635) va ésser un destacat educador alemany impulsor de la pedagogia realista barroca i de la reforma escolar.

## Biografia
Després dels estudis inicials a l'Hamburg Johanneum, va estudiar matemàtiques, filosofia i teologia a Rostocki Helmstedt. Ratke, sense concloure els estudis retornà a Wilster, entre 1600 i 1603, es dedicà a estudiar idiomes antics així com francès, anglès i italià. Durant els següents vuit anys es dedicà a la docència a Amsterdam tot mirant d'aplicar les propostes de Francis Bacon al camp educatiu. Portant a terme un profund replantejament tot cercant un nou mètode d'ensenyament.
Amb motiu de la Dieta dels prínceps alemanys a Frankfurt per a l'elecció imperial, va presentar un "Memorial" l'any 1612, el qual contenia una breu proposta de reforma de les escoles i els camins per aconseguir la unitat de govern, llengua i religió a tot el territori de l'imperi. Inicià reformes escolars a Augsburg (1614/15), Basilea (1617) i Magdeburg (1620 - 1622) que no van reeixir.
El 1618, a instàncies de Ludwig von Anhalt, Ratke va crear escoles per a nens i nenes a Köthen basades en els seus pressupostos didàctics. A finals de 1619, en un context de disputes confessionals i la seva falta de compliment, va ser acusat d'heretgia, frau i pertinença als Rosacreus i va ser empresonat durant nou mesos a la torre del castell de Warmsdorf. Després vingueren els intents no reeixits de fer escoles a Halle i Magdeburg. Finalment, va reformar l'escola de noies de Rudolstadt el 1624.
En el context de la Guerra dels Trenta Anys va intentar aconseguir el patrocini de Gustau II de Suècia per al seu programa escolar. Des de 1622 Ratke comptà amb el patronatge d'Anna Sophia von Schwarzburg-Rudolstadt a qui havia ensenyat a la cort de Weimar entre el 1612 i 1613. Va viure amb interrupcions a Weimar, Jena, Cranichfeld i Rudolstadt. Allà, sota el seu lideratge, es va crear la primera enciclopèdia escolar moderna en alemany, l'Escola cristiana. Fundà la Impremta Príncep dedicada a la producció de llibres de text basats en la seva didàctica. Fou la primera editorial alemanya de llibres escolars. Eren edicions bilingües d'obres de referència per tal que els estudiants es familiaritzessin primer amb el text en traducció alemanya abans de confrontar-se amb la llengua original.
El 1633 Wolfgang Ratke va patir un ictus paralitzant que l'afectà la parla. Va morir dos anys més tard, el 27 d'abril de 1635 a Erfurt.
Els ensenyaments de Ratke van influir Jan Amos Comenius i va tenir impacte en l'educació posterior.

## Pedagogia, didàctica i transformació social
El segle XVII europeu viu un esforç en la recerca de metodologies rigoroses en molts camps del saber. També en el camp de la pedagogia. Es produeix el naixement de la didàctica i d'importants propostes de renovació pedagògica. Entre les quals destaquen les de Ratke, Comenius i les Petites écoles jansenistes com a representatius d'una pedagogia realista que s'oposa l'escola verbalista tradicional. Wolfgang Ratke és un destacat iniciador de la recerca d'un mètode per a l'educació. Les seves innovacions didàctiques foren aplegades en l'esmentat Memorial o Memorandum presentat a la Dieta imperial de 1612,
El Memorial de Ratke es pot considerar el primer document de la pedagogia moderna, on es formulen per primera vegada orientacions que faran replantejar els processos d'aprenentatge. Els quals no només eren avenços tècnico-pedagògics sinó, també, havien de comportar transformacions en la vida i la societat vigent. A través de mesures com crear un sistema escolar eficient i obligatori per a nois i noies o el refús de la violència a l'escola. Qüestions que alguns especialistes veuen com una de les causes de la poca recepció de les seves propostes o del rebuig mostrat pels sectors més ortodoxes del luteranisme. Aquesta voluntat de Wolfgang Ratke de transformació social per l'educació s'inspirava en la seva profunda convicció pansòfica així com en el seu objectiu d'instaurar una convivència per sobre de les confessions religioses o la condició social de les persones. Sense oblidar que, per a Ratke, l'educació té per objectius establir un ordre moral i social tot respectant la personalitat dels alumnes en un marc de tolerància i fraternitat entre les persones.
Les propostes de Ratke sobre el mètode d'ensenyament eren només una de les seves armes per aconseguir la reforma educativa. A través de reestructurar el sistema educatiu. Ratke veia la consecució d'un mètode eficient didàcticament com a punt de partença vers la reforma educativa i social. Lluny de l'habitual culpabilització dels alumnes si aquest no aprenien, el que s'havia de millorar eren els mètodes d'ensenyament i examinar, també, la interacció entre el professor i l'alumne. Així mateix, creia Ratke que era indispensable una revisió del currículum tradicional així com del contingut de cada matèria. Per aconseguir universalitzar l'educació era necessari partir de la llengua pròpia i aprofundir en el seu coneixement i perfeccionament. Per tal que l'alemany esdevingués, també, llenguatge de la ciència i de totes les matèries a estudiar, tot ajudant a mantenir-ne la unitat enfront de la dispersió dialectal.
Entre altres admonicions, Ratke recomanava seguir el mètode de la naturalesa, que procedeix d'allò que és fàcil al que és difícil, del que és conegut al que és desconegut. Aprendre sols una sola cosa cada cop i no continuar amb altres fins a assegurar-se que s'ha comprès. Prosseguir pas a pas en un sistema rigorosament gradual. Tot, en el principi, cal fer-ho en llengua vernacla i d'aquesta es passi a les llengües cultes o estrangeres. Cal educar sense coaccionar l'infant; no es castigui mai per dificultats en l'estudi; però sí que cal castigar per la mala conducta.
Cal conèixer cada cosa experimentalment i, per tant, vagi el fet material abans que el que és formal. No s'ha d'imposar regles o continguts i menys aprendre-les de memòria, sinó descobrir-les per un mateix o a través de descobrir-les en bons autors. Tota certesa es basi en la inducció i experiència, res per arguments d'autoritat o de tradició.
Cal que l'educació sigui universal per a tots els nens d'un sexe i l'altre i, per tant, obligatòria.

## Obres
- Ratichianische Schriften, vol I, Leipzig: P. Stotzner 1892.
- Ratichianische Schriften, vol II. Leipzig: P. Stotzner 1893.